# Echinodictyum
Echinodictyum is een geslacht van sponsdieren uit de klasse van de Demospongiae (gewone sponzen).

## Soorten
- Echinodictyum antrodes (de Laubenfels, 1954)
- Echinodictyum arenosum Dendy, 1896
- Echinodictyum asperum Ridley & Dendy, 1886
- Echinodictyum austrinum Hooper, 1991
- Echinodictyum axinelloides Brøndsted, 1929
- Echinodictyum cancellatum (Lamarck, 1814)
- Echinodictyum carlinoides (Lamarck, 1814)
- Echinodictyum cavernosum Thiele, 1899
- Echinodictyum clathratum Dendy, 1905
- Echinodictyum clathrioides Hentschel, 1911
- Echinodictyum conulosum Kieschnick, 1900
- Echinodictyum costiferum Ridley, 1884
- Echinodictyum dendroides Hechtel, 1983
- Echinodictyum fibrillosum (Pallas, 1766)
- Echinodictyum flabellatum Topsent, 1906
- Echinodictyum flabelliforme (Keller, 1889)
- Echinodictyum fruticosum Hentschel, 1911
- Echinodictyum jousseaumi Topsent, 1892
- Echinodictyum lacunosum Kieschnick, 1900
- Echinodictyum longistylum Thomas, 1968
- Echinodictyum luteum Hooper, Sutcliffe & Schlacher-Hoenlinger, 2008
- Echinodictyum macroxiphera Lévi, 1969
- Echinodictyum marleyi Burton, 1931
- Echinodictyum mesenterinum (Lamarck, 1814)
- Echinodictyum nervosum (Lamarck, 1814)
- Echinodictyum nidulus Hentschel, 1911
- Echinodictyum pennatum (Duchassaing & Michelotti, 1864)
- Echinodictyum pykii (Carter, 1879)
- Echinodictyum rugosum Ridley & Dendy, 1886